# Worknesh Degefa

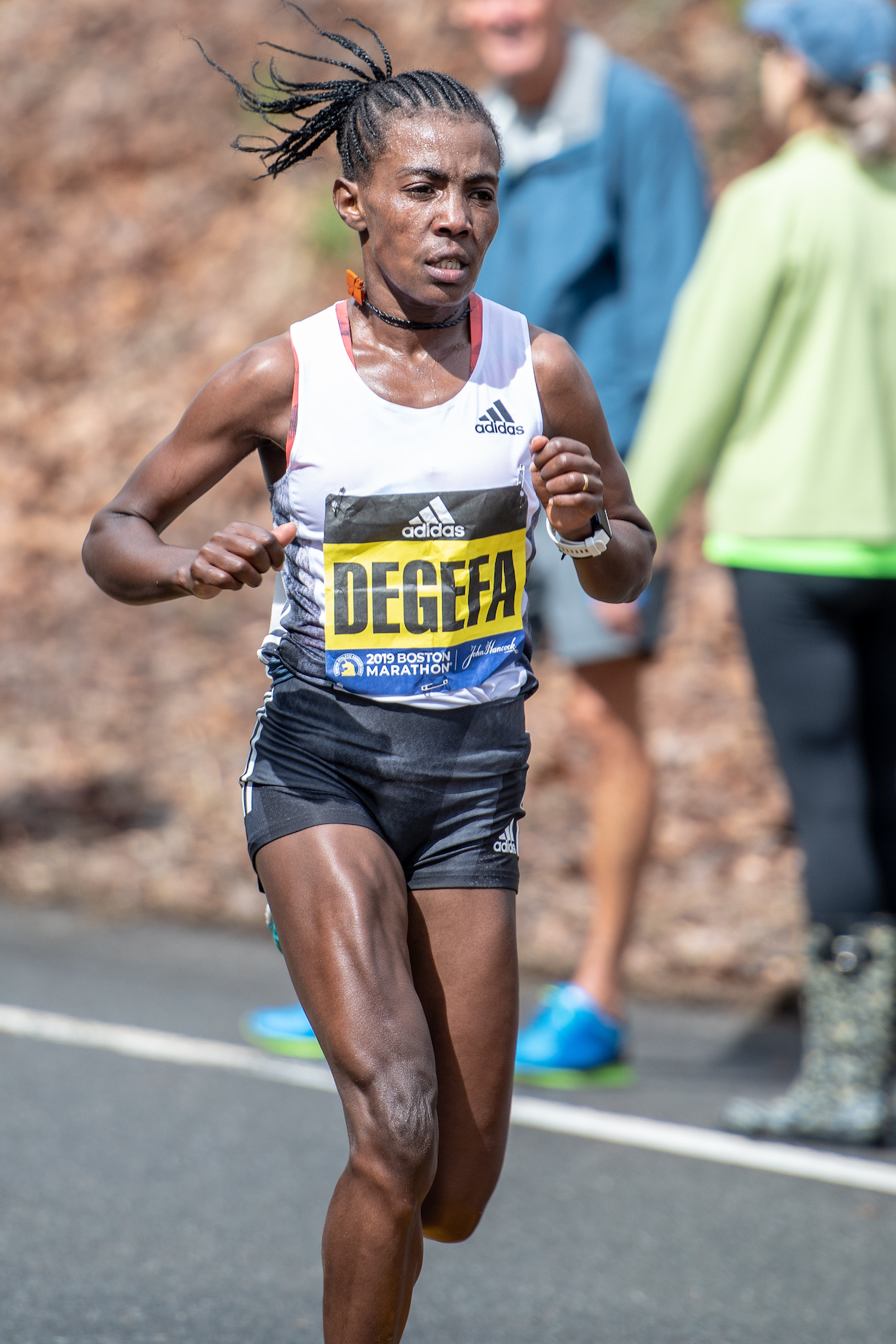
Worknesh Degefa beim Boston Marathon (2019)

Worknesh Degefa (* 28. Oktober 1990) ist eine äthiopische Langstreckenläuferin.

## Leben und Wirken
Am 21. April 2013 gewann sie den Yangzhou-Jianzhen-Halbmarathon in 1:08:43 h.
Im Jahr 2014 gewann sie zwei Halbmarathons. Mitte März den Lissabon-Halbmarathon in 1:08:46 h und am 17. Mai den Göteborgsvarvet mit 1:10:12 h.
2015 gewann sie zunächst den Prag-Halbmarathon in 1:07:14 h im März und im Mai wiederholte sie ihren Erfolg aus dem Vorjahr beim Göteborgsvarvet in 1:08:13 h. Außerdem gewann sie bei den Afrikaspielen in Brazzaville die Silbermedaille im Halbmarathon hinter der Äthiopierin Mamitu Daska.
Im November 2016 siegte sie beim Delhi Halbmarathon. Im Januar 2017 gab sie in Dubai ihr Debüt auf der Marathondistanz und siegte überraschend in 2:22:36 h. Außerdem gewann sie in diesem Jahr den Olmütz-Halbmarathon und wurde Zweite beim World 10K Bangalore.
2018 belegte sie beim Dubai-Marathon nur den vierten Rang. 2019 startete sie erneut und wurde Zweite. Hier steigerte sie ihre persönliche Bestleistung auf 2:17:41 h. Knapp drei Monate später gewann sie den Boston-Marathon in 2:23:31 h. 2020 feierte sie bei ihrer vierten Teilnahme am Dubai-Marathon in 2:19:38 h ihren zweiten Sieg.

## Persönliche Bestzeiten
- 10-km-Straßenlauf: 31:33 min, 18. Oktober 2015, Valencia
- Halbmarathon: 1:06:14 h, 2. April 2016, Prag
- Marathon: 2:17:41 h, 25. Januar 2019, Dubai